# Polson
Polson är administrativ huvudort i Lake County i Montana. Orten har fått sitt namn efter David Polson.